# Federação Internacional de Halterofilismo
A Federação Internacional de Halterofilismo (FIH; em inglês:  International Weightlifting Federation — IWF) é a federação esportiva internacional que gere o halterofilismo.
A Amateur-Athleten-Weltunion foi fundada em 1905, em Duisburg, predecessora da atual federação, sendo tido várias denominações nos anos seguintes. Finalmente, em 1972, a associação tomou o nome em inglês de International Weightlifting Federation, e não mais foi alterado até então.
Até 2020 a sede ficava em Budapeste, Hungria, mas foi movida então para Lausanne, Suíça.
Possui mais de 190 nações e territórios associados.

## Organização
A estrutura hierárquica da federação é composta pelo presidente, secretário-seral e vice-presidentes, membros da comissão executiva, presidentes das federações continentais e quatro comités (o comité técnico, o de pesquisa, o médico e o de auditoria).
O presidente é Mohamed Jalood, do Iraque, e o secretário-geral é José Quinones, do Peru.

### Presidentes
Segue abaixo a relação de presidentes com as denonimações da federação:
| Período                                                     | Nome                                    |
| ----------------------------------------------------------- | --------------------------------------- |
| Amateur-Athleten-Weltunion                                  |                                         |
| 10.06.1905–15.07.1912                                       | Comissão sem presidente                 |
| Internationaler Amateur-Weltverband für Schwerathletik      |                                         |
| 15.07.1912–07.06.1913                                       | Péter Tatics (interino)                 |
| Internationaler Kraftsportverband                           |                                         |
| 07.06.1913–23.08.1920                                       | Péter Tatics                            |
| Fédération Internationale Haltérophile (FIH)                |                                         |
| 23.08.1920–01.04.1923                                       | Jules Rosset                            |
| 01.04.1923–25.07.1924                                       | Willem Johannes Marie Linden            |
| 25.07.1924–07.07.1937                                       | Jules Rosset                            |
| 07.07.1937–13.09.1937                                       | Willem Johannes Marie Linden (interino) |
| 13.09.1937–15.07.1941                                       | Willem Johannes Marie Linden            |
| 15.07.1941–17.10.1946                                       | Vacante                                 |
| 17.10.1946–12.10.1950                                       | Jules Rosset                            |
| Fédération Internationale Haltérophile et Culturiste (FIHC) |                                         |
| 12.10.1950–23.07.1952                                       | Jules Rosset                            |
| 23.07.1952–21.09.1952                                       | Dietrich Wortmann                       |
| 21.09.1952–26.08.1953                                       | Bruno Nyberg (interino)                 |
| 26.08.1953–06.09.1960                                       | Bruno Nyberg                            |
| 06.09.1960–11.10.1968                                       | Clarence Harold Johnson                 |
| Fédération Haltérophile Internationale (FHI)                |                                         |
| 11.10.1968–25.08.1972                                       | Clarence Harold Johnson                 |
| 25.08.1972–06.09.1972                                       | Gottfried Schödl                        |
| International Weightlifting Federation (IWF)                |                                         |
| 06.09.1972–08.12.2000                                       | Gottfried Schödl                        |
| 08.12.2000–15.04.2020                                       | Tamás Aján                              |
| 15.04.2020–13.10.2020                                       | Ursula Papandrea (interina)             |
| 13.10.2020–15.10.2020                                       | Intarat Yodbangtoey (interino)          |
| 15.10.2020–25.06.2022                                       | Michael Irani (interino)                |
| 25.06.2022–                                                 | Mohammed Jalood                         |

## Competições
Principais competições do calendário da IWF:
- Campeonato Mundial de Halterofilismo
- Campeonato Mundial Júnior de Halterofilismo
- Campeonato Mundial Juvenil de Halterofilismo